# Хрущёвка (Саратовская область)
Хрущёвка — село в Самойловском районе, Саратовской области. Административный центр Хрущевского сельского поселения.
Расположено на юго-западе Приволжской возвышенности по обеим сторонам реки Берёзовки (Берёзовая).
Расстояние до Самойловки — 22 км, до Саратова — 186 км.

## История
Село основано князем Долгоруким предположительно в 1810 г.. Позже село перешло к помещику Хрущёву.. Перед революцией 1917 г. земли вокруг Хрущёвки принадлежали нескольким помещикам и землевладельцам. Первоначальное название села — Долгоруково. В 1845 г. тщанием княгини Ольги Александровны Долгорукой возведена каменная церковь с такой же колокольней. Позже в ней располагался клуб, а впоследствии - Дом культуры.
Исторические части села: Высокий бок, Вытряска (не существует с 70-х годов XX века), Колонка, Корягин бок, Николаев бок, Савочкин бок, Центральная.
Престольный праздник — Покров Пресвятой Богородицы. В 1859 года в селе насчитывалось 110 дворов и проживало 983 жителя, в том числе 460 мужского пола и 523 женского пола.
По переписи 1912 г. в Хрущёвке было 205 дворов и 1160 жителей. В этом же году в Хрущёвском церковном приходе (село Хрущёвка вместе с приписными деревнями Петровка, Николаевка, Сербинка, Вороненская и хутор Кириков) насчитывалось 405 дворов, в которых проживало 2673 жителя.
По переписи 2010 г. в селе находится 234 домовладения, в которых проживает 620 жителей, в том числе 286 мужского пола и 334 женского пола.
Коренное население Хрущёвки — потомки русских и, возможно, мордовских крепостных крестьян, переведённых помещиками в начале XVIII в. из Пензенской губернии (территория нынешней Пензенской области и Республики Мордовия).
В 1934 г. почти все окрестные колхозы к востоку от реки Терсы были объединены в огромный зерносовхоз "Самойловский" с центральной усадьбой в Хрущёвке, причём вся Хрущёвка оставалась колхозом. Первым директором был Кулешов. С 1939 г. по 1949 г. совхозом руководил А. Д. Курятников. 1 апреля 1957 г. на части его земель образован зерносовхоз "Ленинский" с центральной усадьбой в с. Благовещенке. В это же время в состав зерносовхоза "Самойловский" как отделение № 5 включён колхоз им. Булганина (с. Хрущёвка, п. Кириков, п. Петровка и п. Конёвка). 13 марта 1970 года отделения № 3 и № 4 и МТФ переданы во вновь образованный совхоз "Майский".

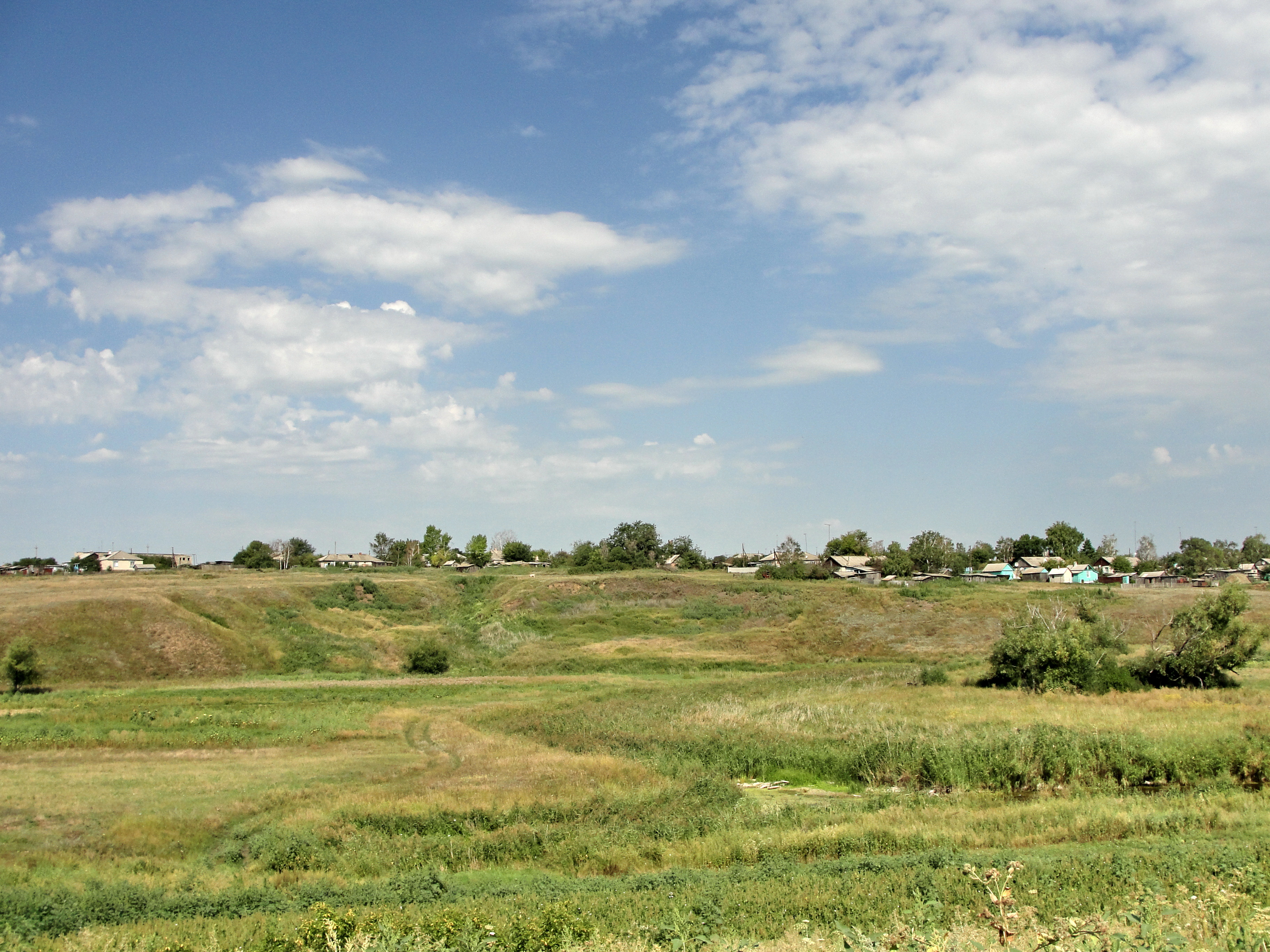
Село Хрущёвка. Высокий бок

В 1987 г. в совхозе имелось 15184 га пашни. Хлеборобы собрали в этом году 180697 центнеров зерна. Хозяйство имело 2578 голов крупного рогатого скота и около 5 тысяч свиней. Зерносовхоз "Самойловский" был одним из крупнейших производителей зерна, технических культур, мяса и молока в Самойловском районе. С 1992 г. совхоз несколько раз преобразовывался в различные формы собственности, а потом прекратил своё существование. После распада совхоза на его землях образовано несколько фермерских хозяйств, занятых в основном производством пшеницы, ячменя, гречихи и подсолнечника. Большинство жителей Хрущёвки держат на своих подворьях коров, овец, свиней и домашнюю птицу, выращивают картофель и другие овощи.

## Инфраструктура
В селе находятся сельская администрация, средняя школа (60 учащихся на 1.09.2008 г.), дом культуры, библиотека, фельдшерский пункт (до 2011 г. участковая больница), почта, радиоузел, АТС, магазины. Через Хрущёвку проходит асфальтированное шоссе Самойловка-Голицыно, есть электричество, газовое отопление и водопровод.
Жилищный фонд состоит в основном из приватизированных совхозных квартир. Зданий дореволюционной постройки мало, среди них барский дом и дом для священнослужителей.

## Физико-географическая характеристика
Местность вокруг Хрущёвки холмистая с абсолютными высотами до 197 метров, сильно изрезана сетью балок. Наиболее крупные из них: Арбузова, Барская, Воловая, Волчья, Кузина, Мардак, две безымянные балки в урочище Лататное. Все они впадают в Берёзовку. В долине Берёзовки и по склонам балок сохранилась целинная степь с рощицами осин, вётел и одичавшего тёрна. В селе и на полях многочисленные следы Великого оледенения Европы (Днепровское оледенение) — большие валуны и остатки морен в виде гранитного, базальтового и кварцитового щебня. Почвы чернозёмные, изредка встречаются выходы солончаков.

### Флора и фауна
В окрестностях Хрущёвки богатая степная флора, в том числе редкие и красивоцветущие растения: пион узколистный (воронец), рябчик русский, гладиолус черепитчатый (шпажник), анемона лесная, ирис низкорослый, миндаль степной (бобовник), ковыль, тюльпаны (несколько видов), кувшинка белая, акация дикая (чилизник), ландыш. Животный мир типичен для юго-запада Саратовской области. Из крупных животных обычны лисы, зайцы, лоси, кабаны. Давно акклиматизировались сурки, ондатры, норки, бобры и барсуки. Много водоплавающей дичи. Исконно степные птицы дрофа и стрепет очень редки. Коршун, пустельга, куропатка и степной орёл малочисленны.

## Достопримечательности
На северо-восточной окраине села находится значимое гидротехническое сооружение: выкопанный в степи ещё до революции Матвеев (Старый Арбузов) пруд, водой из которого самотёком поливался фруктовый сад, разбитый на северном склоне балки Мардак. В 20 километрах от Хрущёвки в верховьях балки Берёзовки находится наивысшая точка Самойловского района — высота 245 м. Она венчает водораздельный узел, с которого берут начало речки: Таловка, Щелкан, Клиновка, Вязовка, Росташа и Берёзовка, и по которому проходит грандиозная государственная защитная лесополоса Белая Калитва — Пенза. Это одна из лесополос, посаженных по плану комплексного преобразования природы, утвержденному Сталиным 20 октября 1948 г.

## Фотогалерея

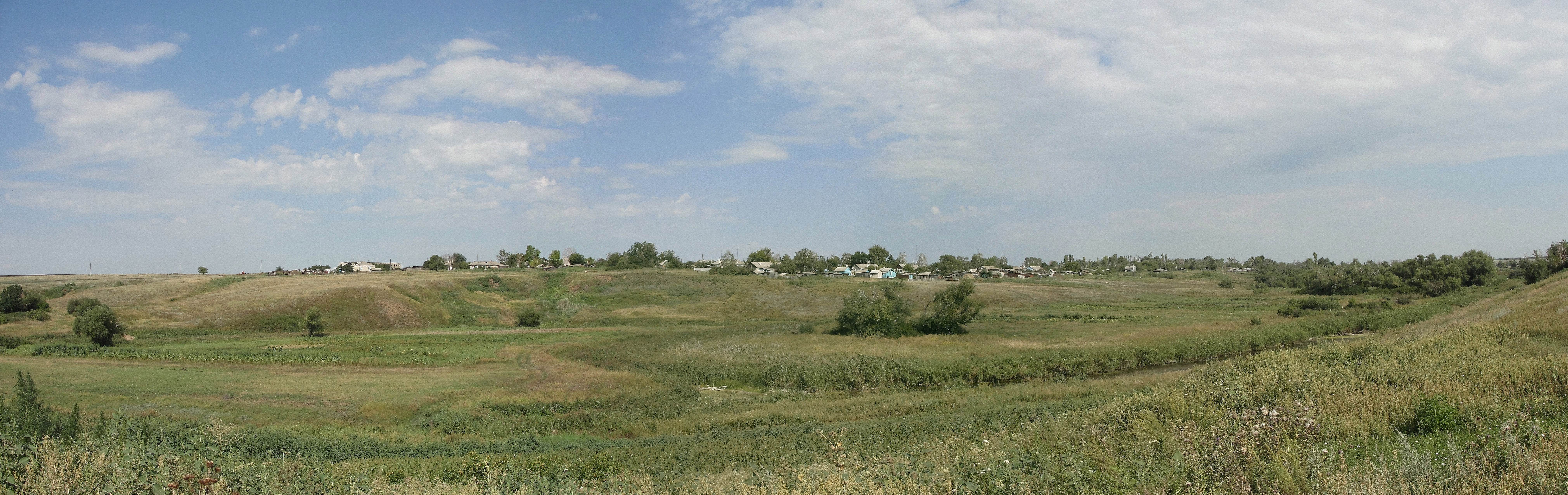
Панорама Высокого бока
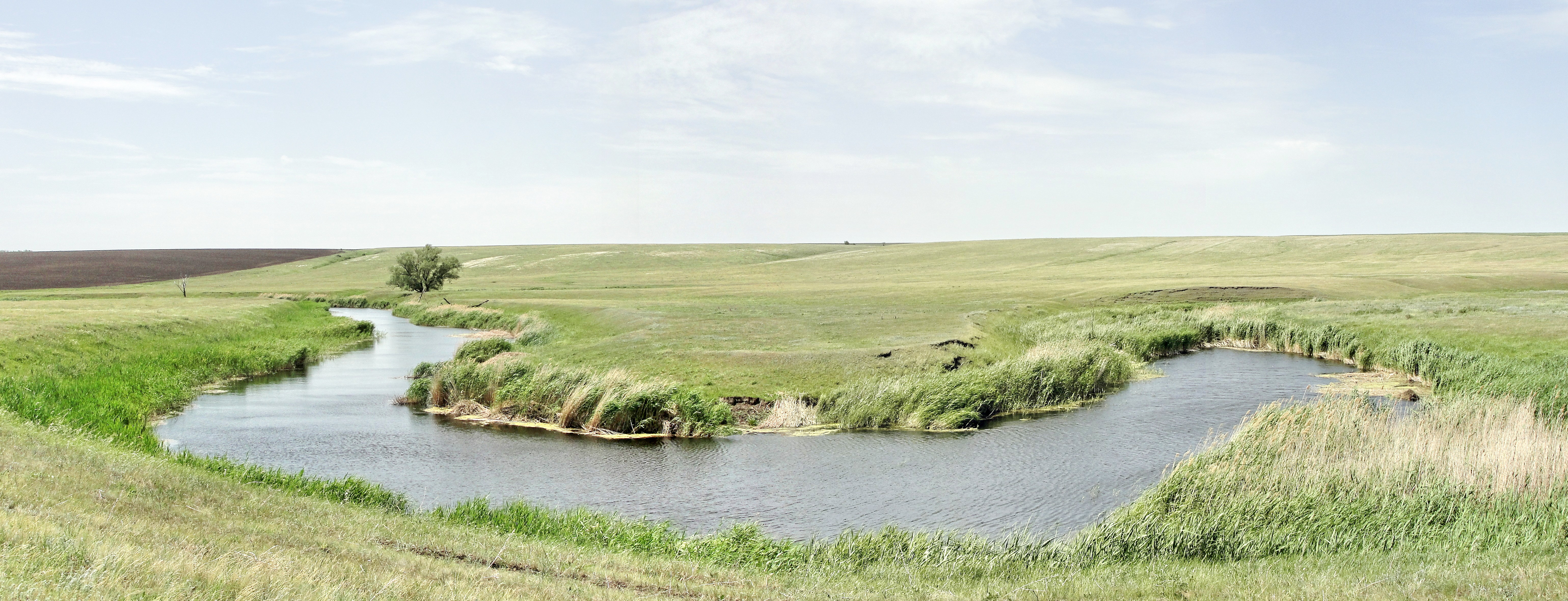
Панорама реки Берёзовки в Лататном
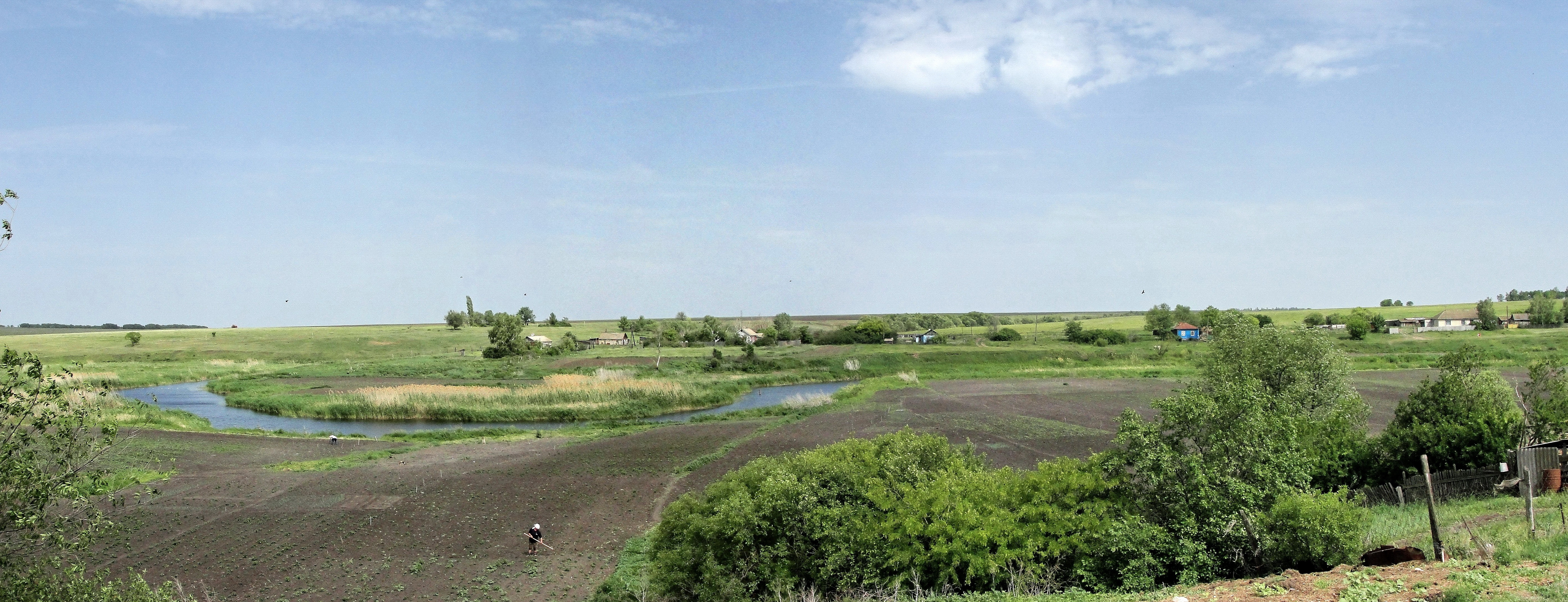
Панорама Корягина бока
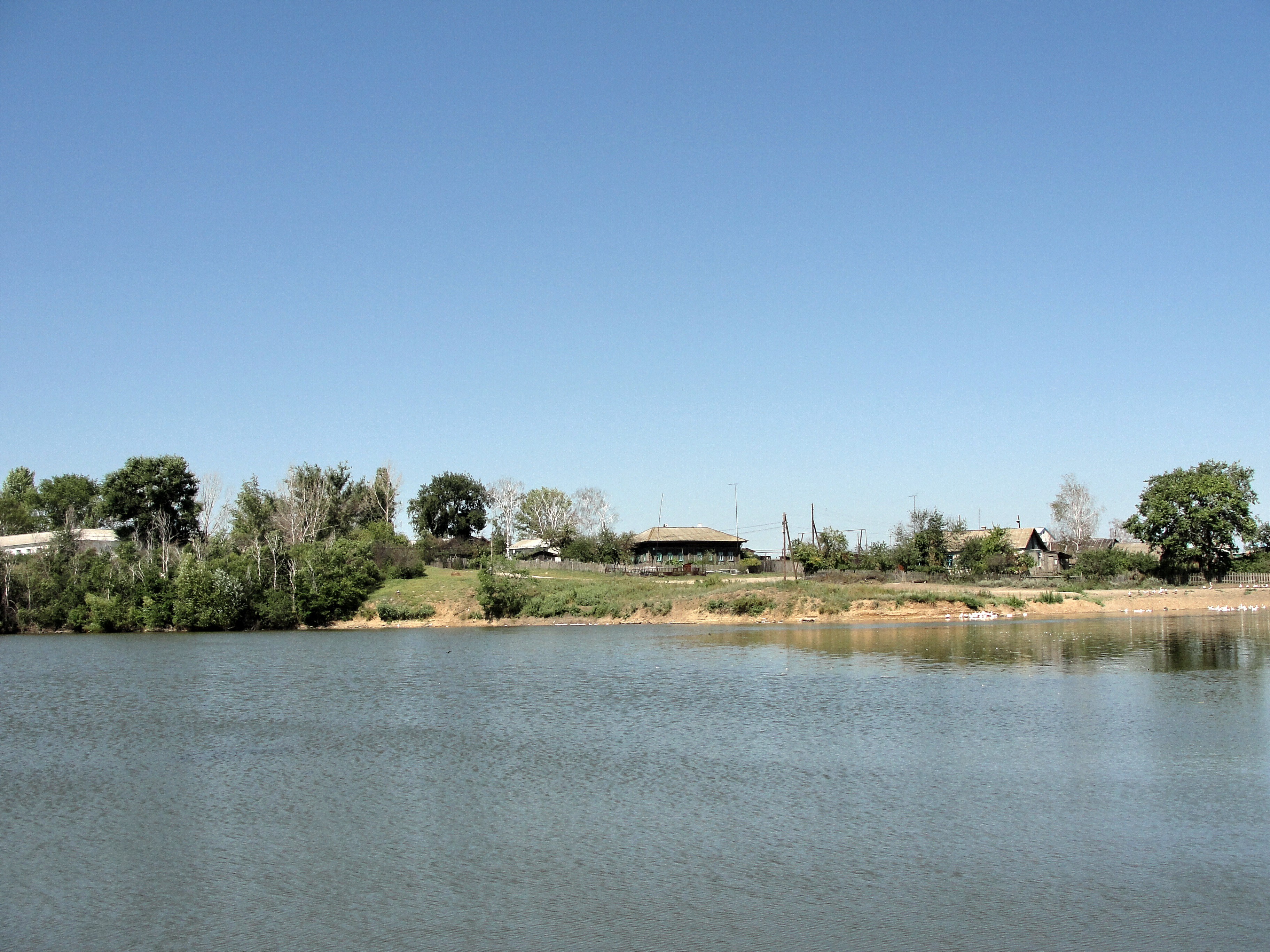
Барский пруд и барский дом
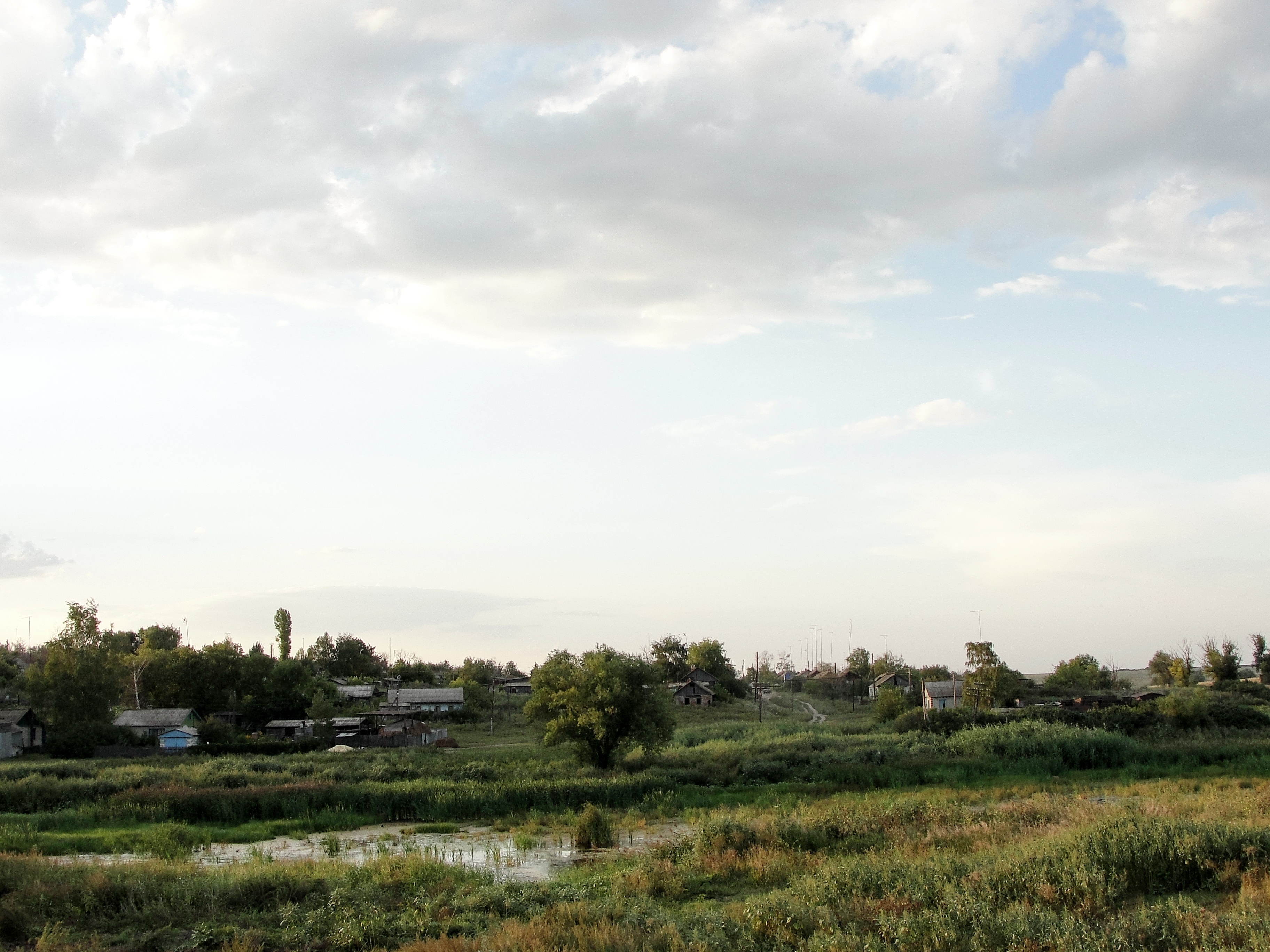
Вид Хрущёвки с моста через Берёзовку
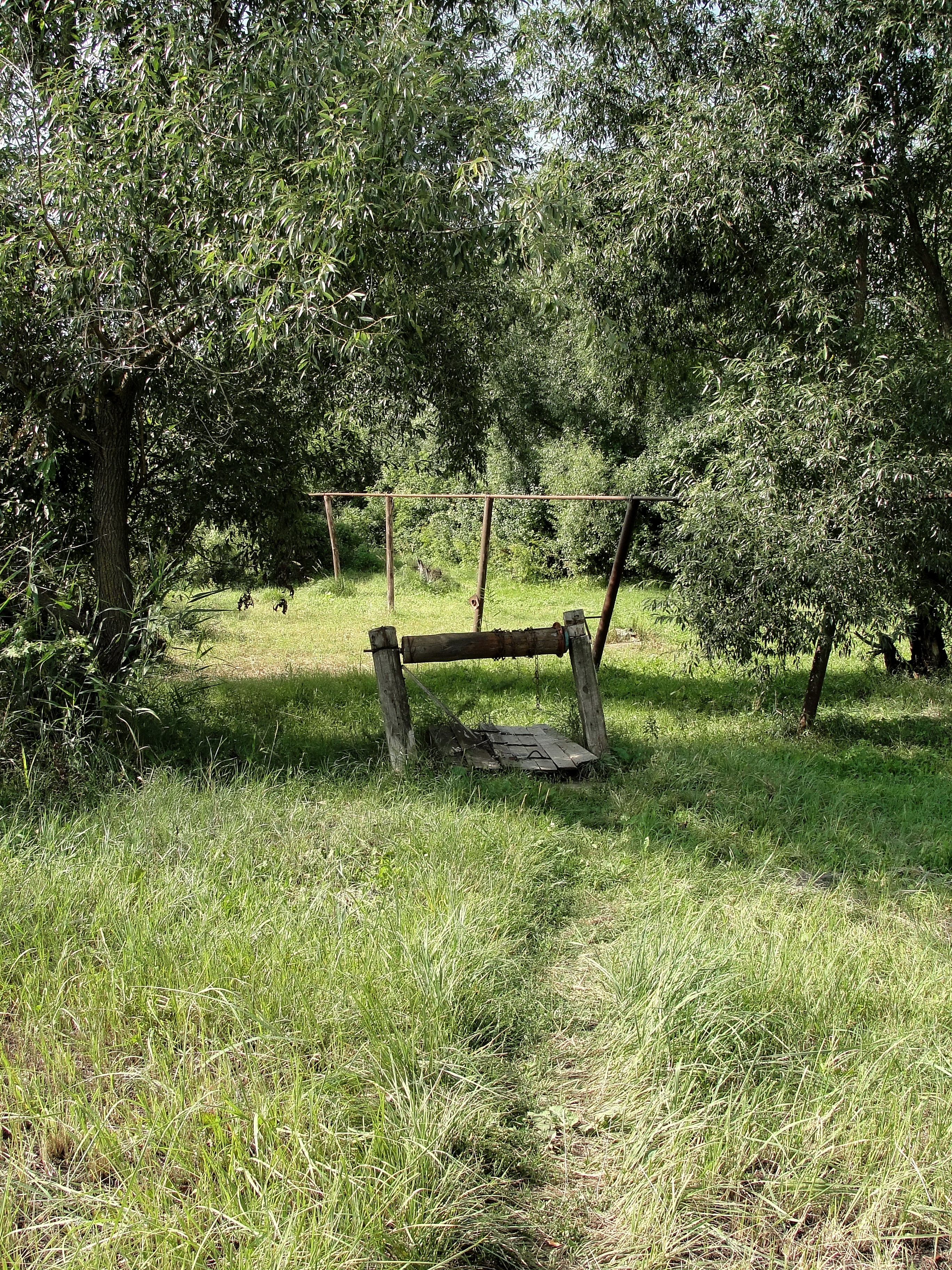
Колодец на Колонке
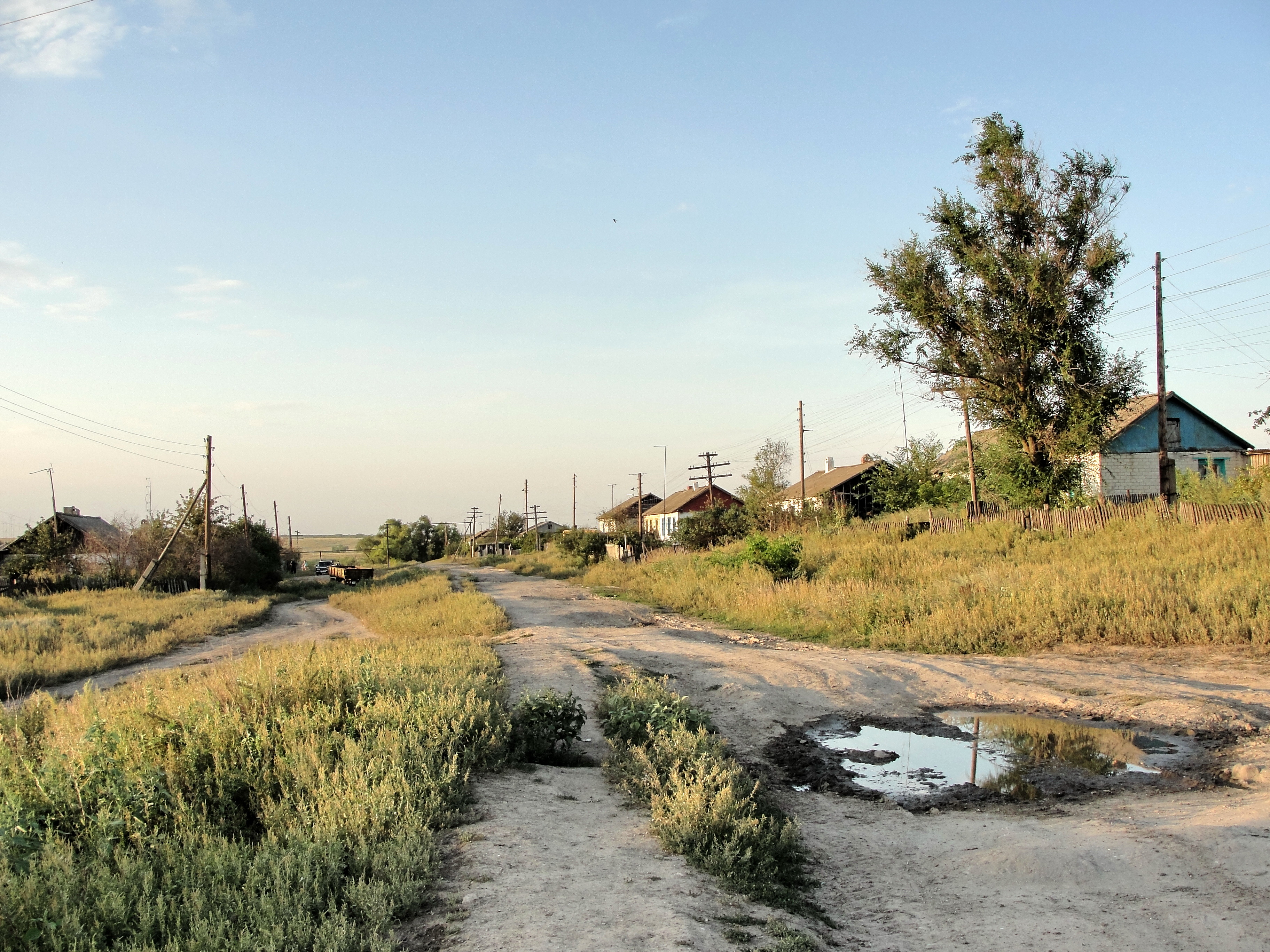
Улица на Высоком боку
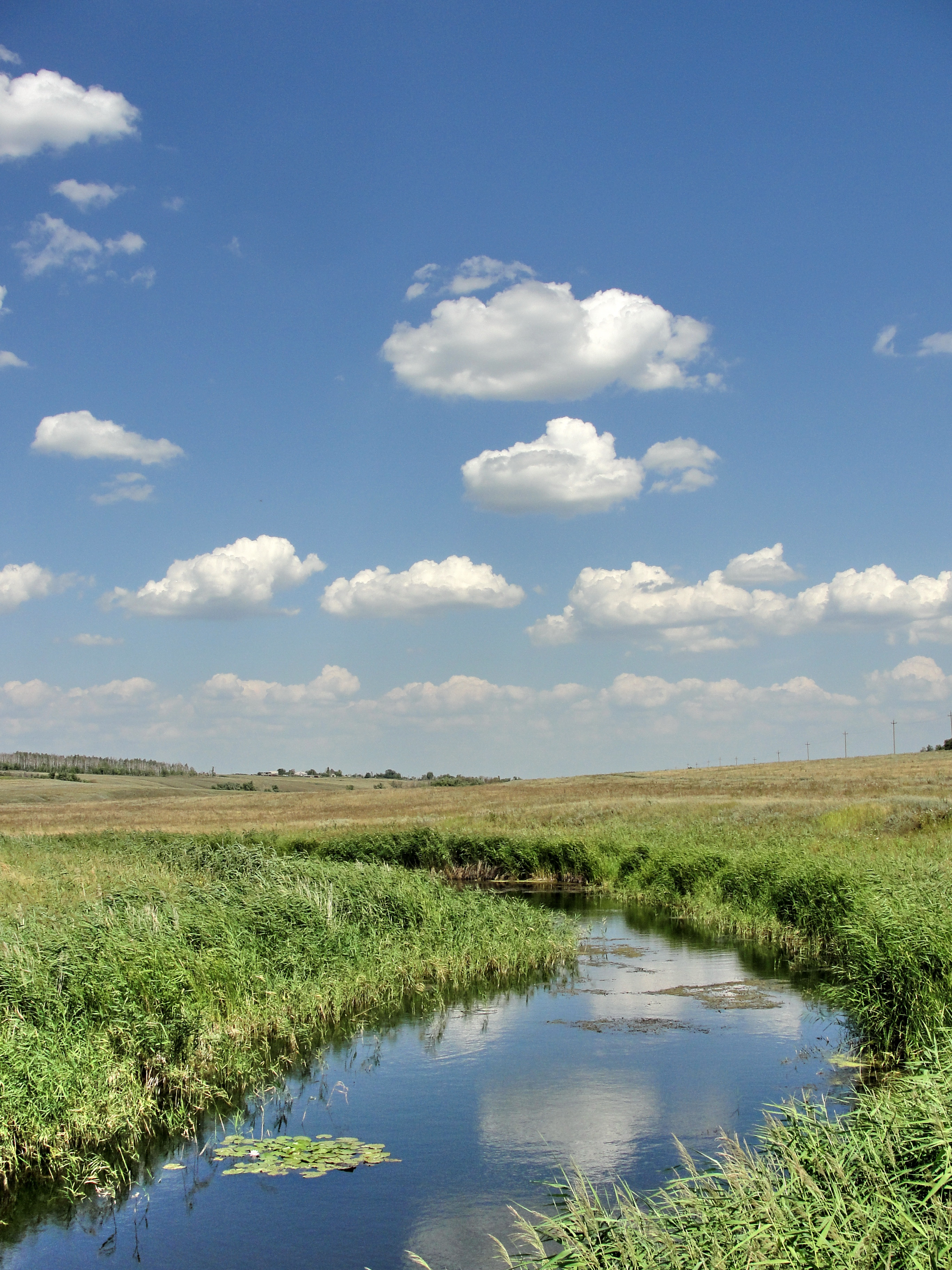
Плёс на Берёзовке
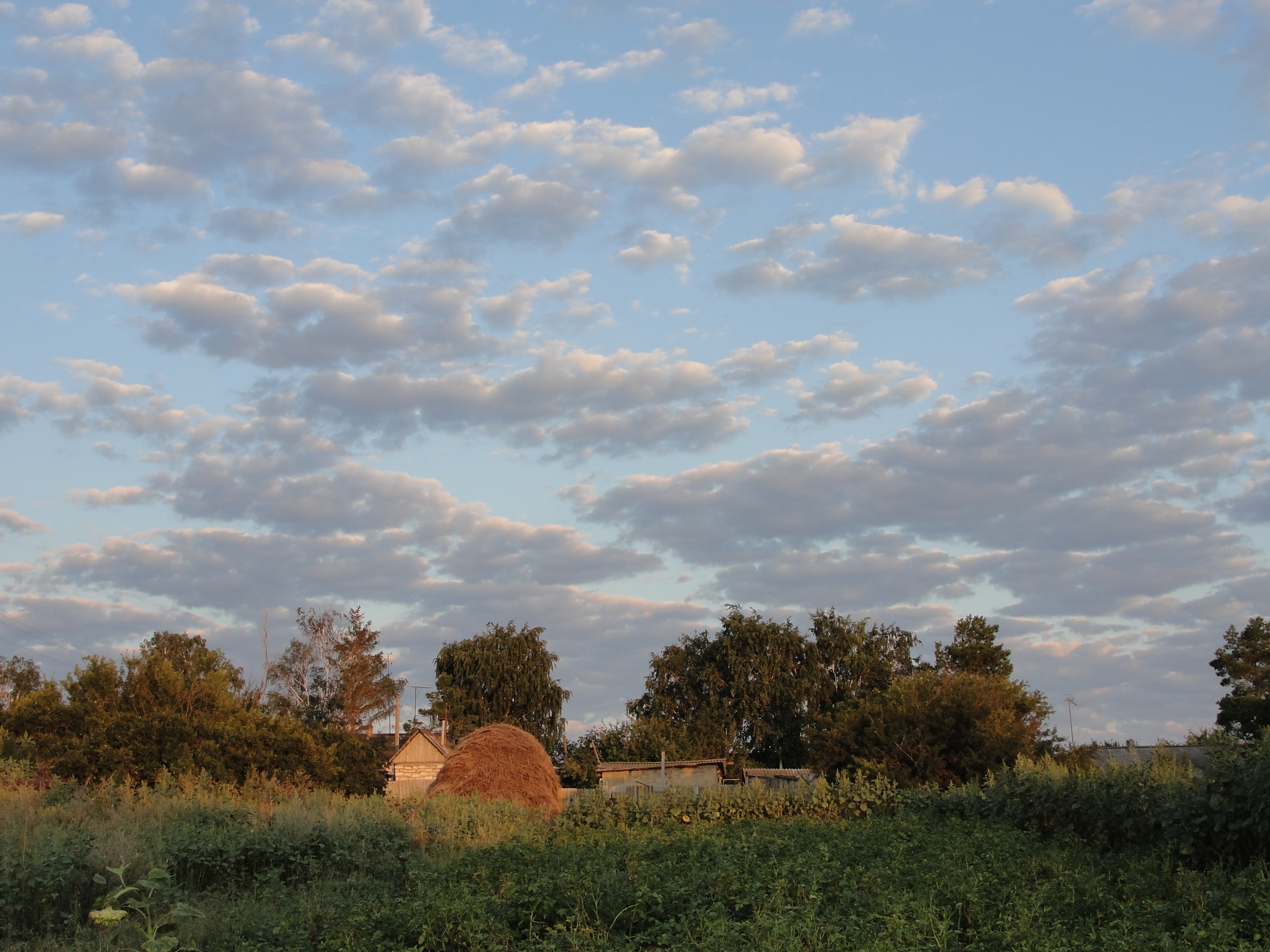
Высокий бок. Август. Сено убрано.
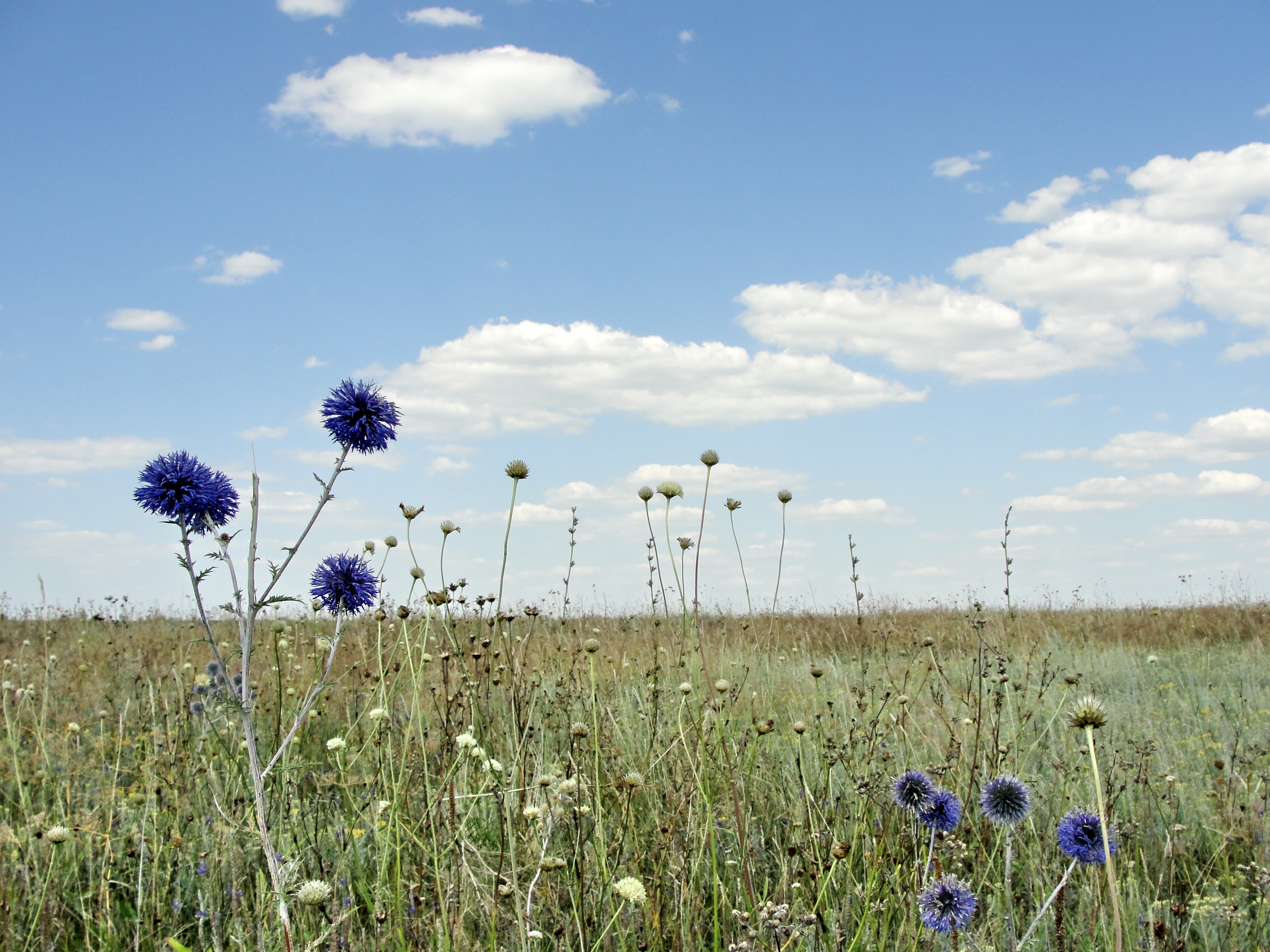
Августовская степь возле Хрущёвки
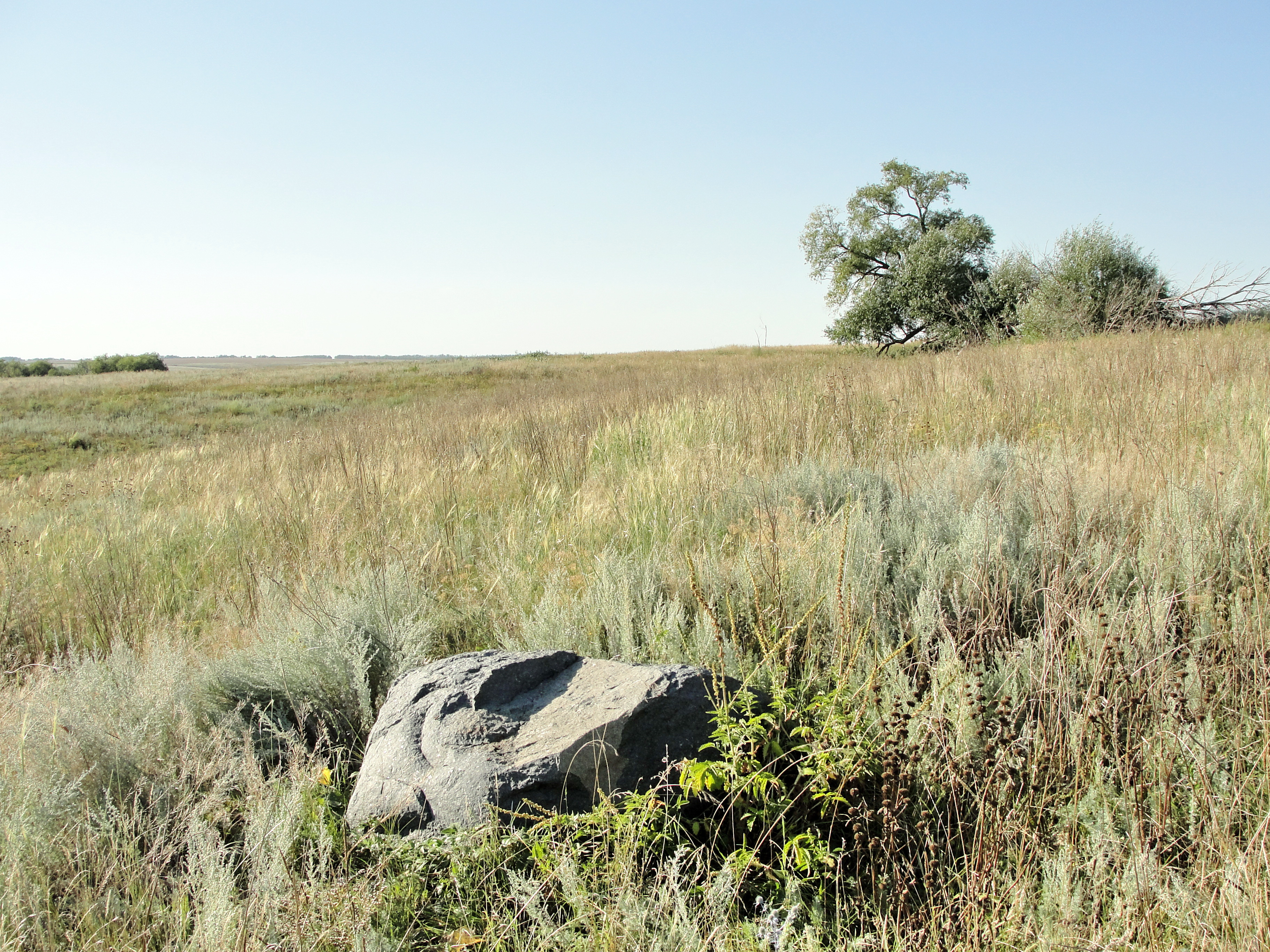
Ледниковый валун у Матвеева пруда
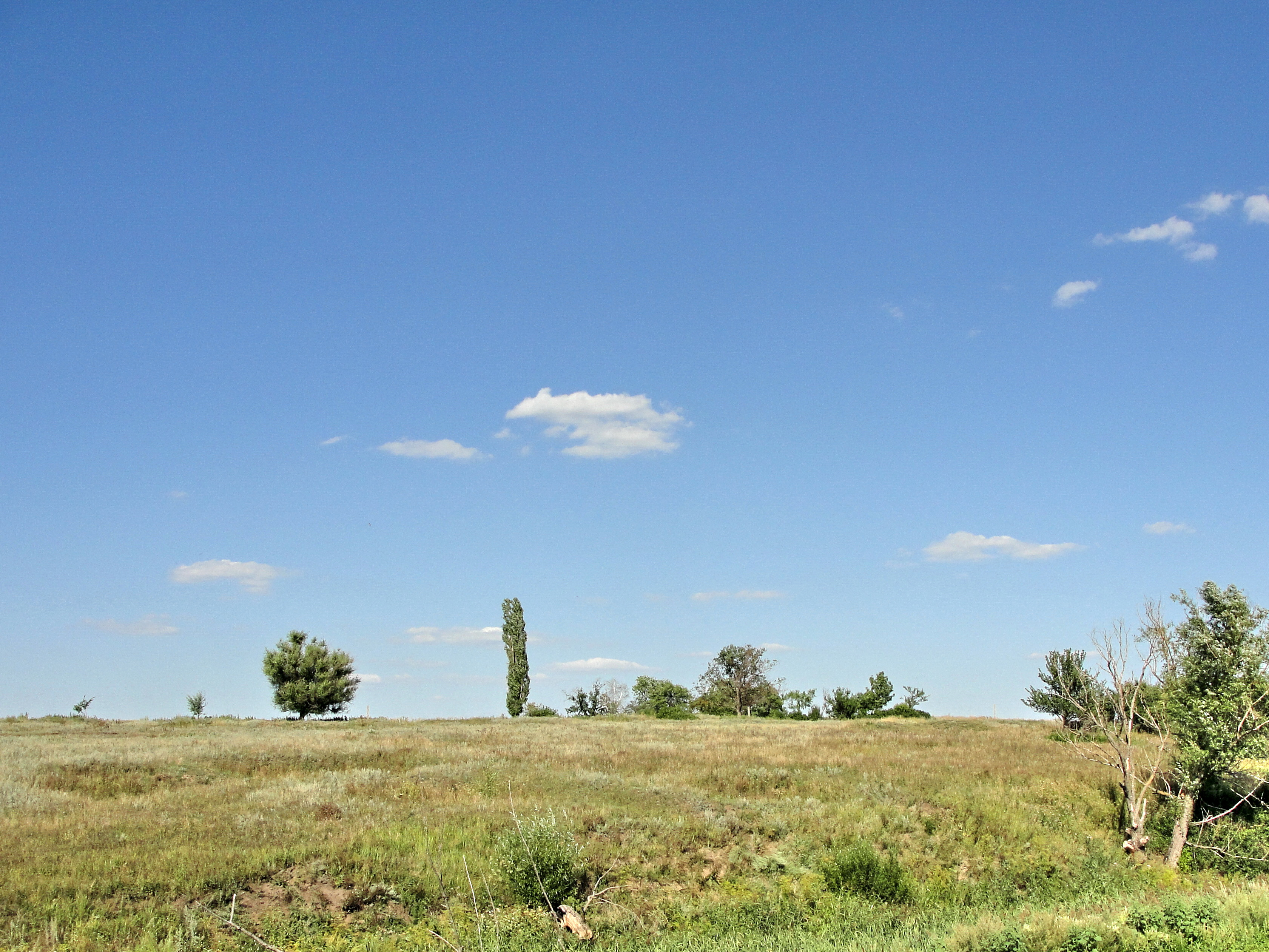
Место, где стояла Вытряска
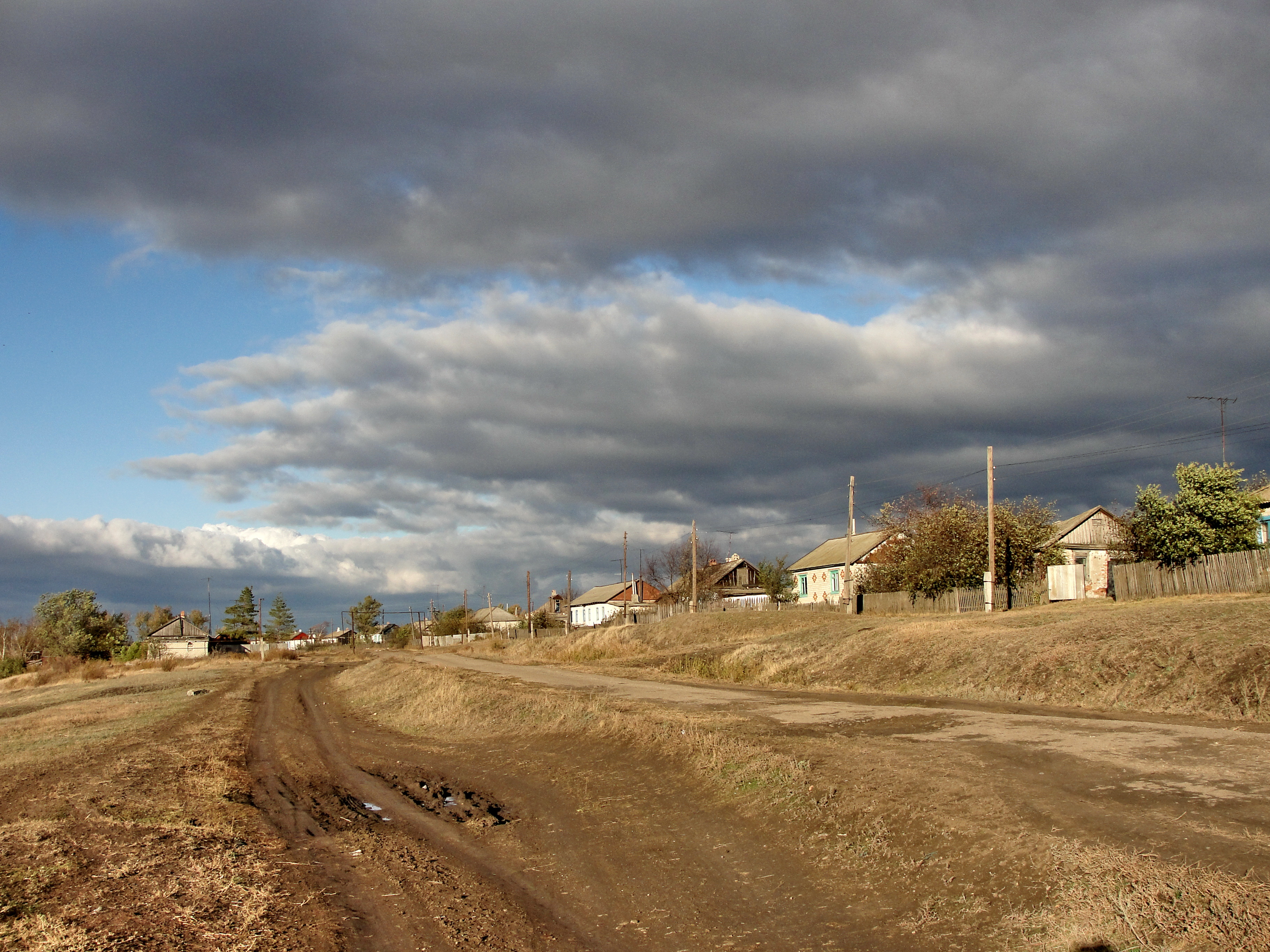
Колонка, дорога в центр
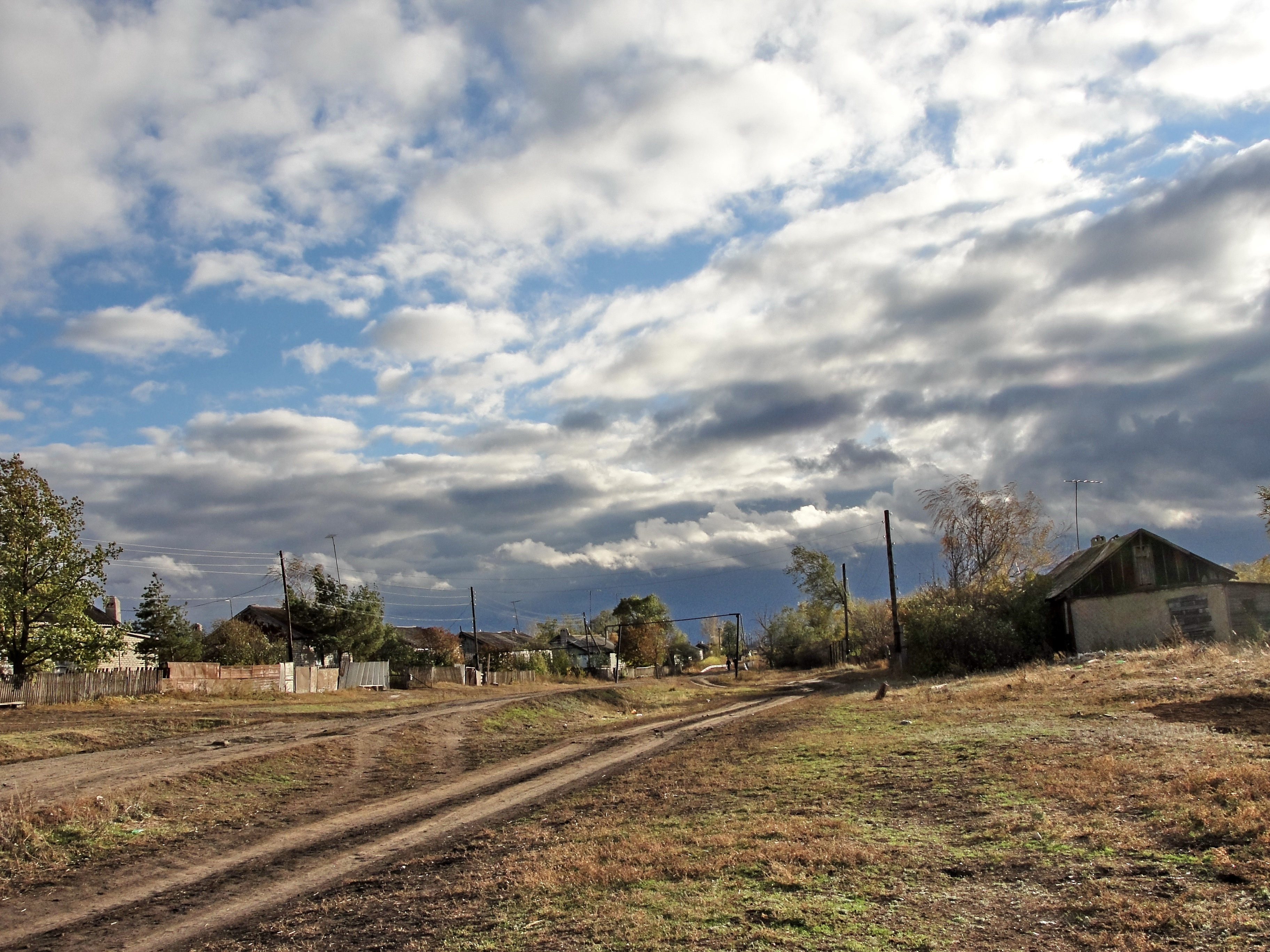
Колонка, дорога в Кириков
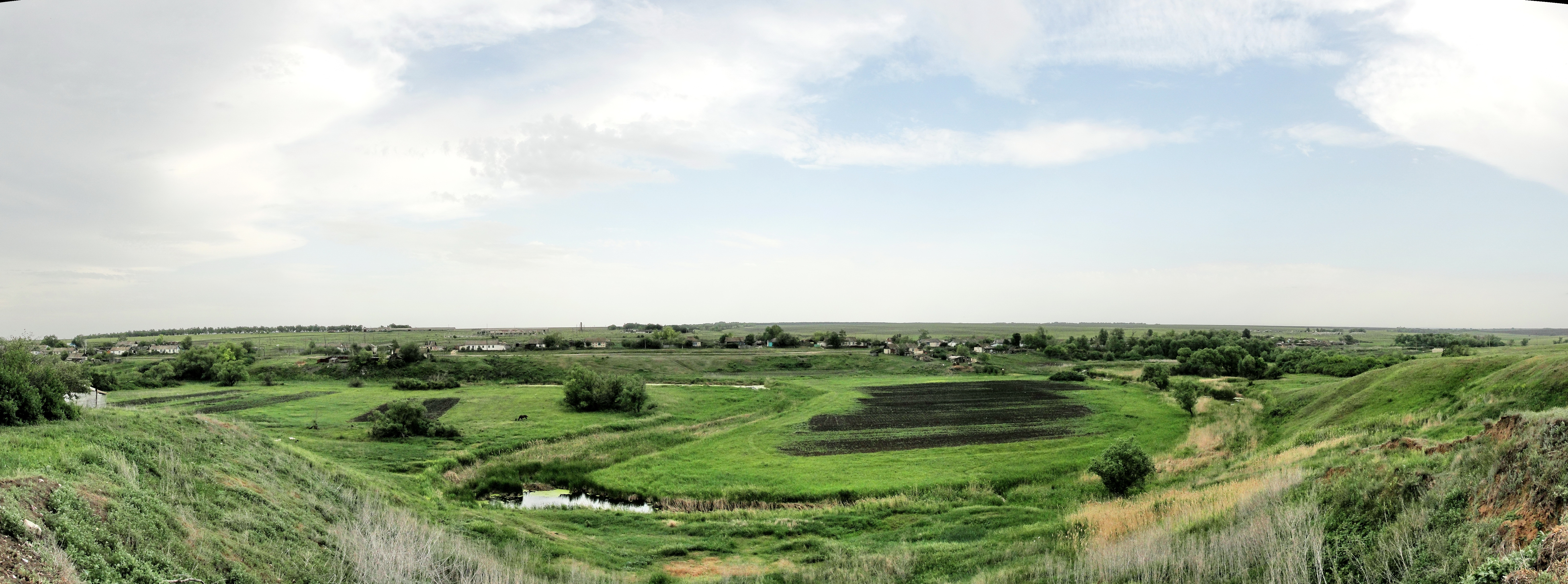
Панорама Колонки